# Лівобережна школа мистецтв
Лівобережна школа мистецтв — комунальний початковий спеціалізований мистецький навчальний заклад Кам'янської міської ради.

## Історична довідка
Перша назва — Дитяча музична школа № 4, яку було засновано згідно з Наказом Міністерства культури УСРС № 1114 від 16.11.1984 р. та Наказу обласного Управління культури № 143-К від 26.12.1984 р. і відкрито з 1 січня 1985 року.
Метою відкриття самостійного мистецького навчального закладу було забезпечення дітей лівобережної частини Дніпродзержинська культурним навчальним центром.
Першим директором школи був Сетраков Володимир Тихонович, з 2000 року школу очолює директор Горбань Тетяна Юріївна.
У 2005 році Дитяча музична школа № 4 була реорганізована в Лівобережну школу мистецтв на підставі рішення Дніпродзержинської міської ради від 24.06.2005 р. № 560-19/ІУ «Про реорганізацію Дитячої музичної школи № 4 в Лівобережну школу мистецтв» з переведенням у приміщення СЗШ № 21.
Лівобережна школа мистецтв — достатньо авторитетний навчальний заклад, де на музичному, хореографічному і художньому відділеннях навчаються 360 учнів, кращі з яких постійно беруть  участь у численних міжнародних, всеукраїнських, обласних, регіональних, міських конкурсах, виставках, фестивалях. І перемоги у мистецьких змаганнях стали черговим свідченням високого рівня професіоналізму викладачів та учнів нашої школи. З 2011 року по 2016 рік захищали честь школи у конкурсах-фестивалях 199 учнів-солістів та учнівських колективів музикантів, художників і хореографів. Серед них стали переможцями і отримали дипломи лауреатів:
- на Міжнародних конкурсах — 19 дипломів лауреатів;Лауреати І ступеню міського відкритого конкурсу фортепіанних ансамблів м.Кам'янське 2017 р.

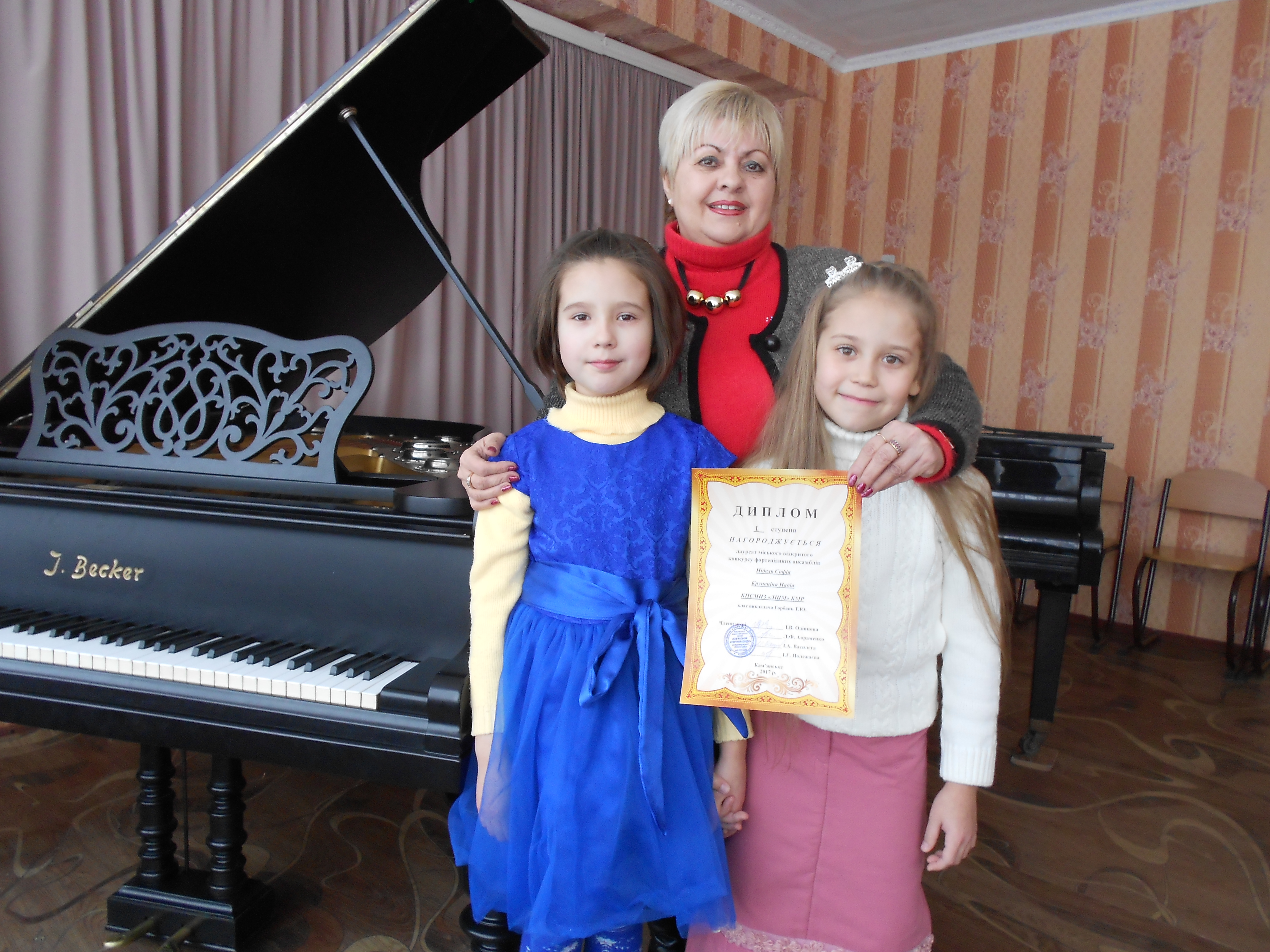
Лауреати І ступеню міського відкритого конкурсу фортепіанних ансамблів м.Кам'янське 2017 р.

- на Всеукраїнських конкурсах — 41;
- на обласних і регіональних конкурсах — 36;
- міські конкурси — 42 лауреата.

За 32 роки школу закінчили 802 випускників, чимало з яких пов'язали свою професію з мистецтвом.
Педагогічний колектив школи — це не тільки висококваліфіковані професіонали — викладачі, але й ініціативні, натхненні, творчі особистості, які намагаються перетворити рідну школу в чисте джерельце високої культури, духовності, моральності, де основною метою є виховання в кожній дитині душевних тонкощів, ніжності, доброти, порядності, прищеплювання культури з раннього дитинства.

## Джерела

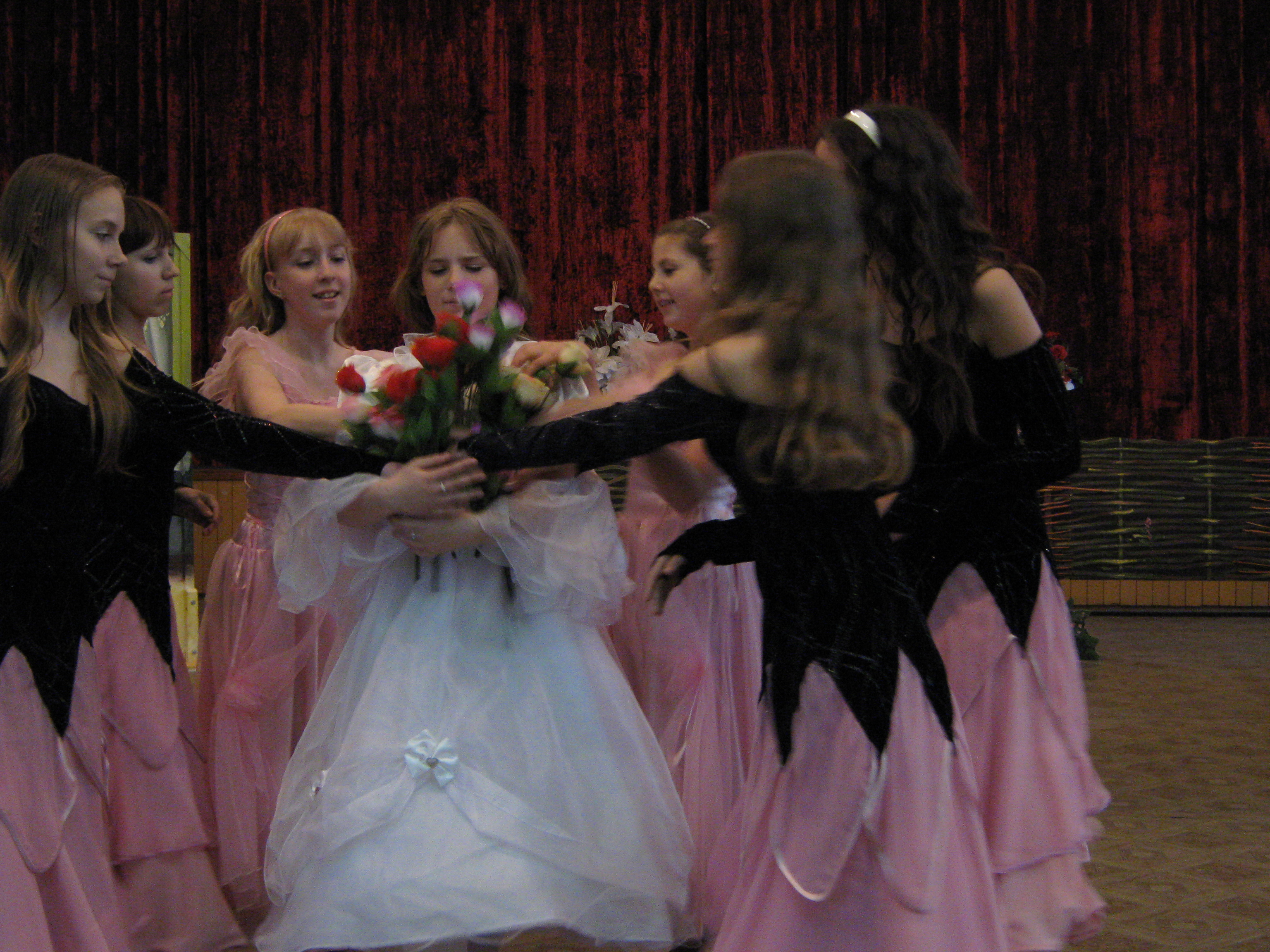
Хореографічне відділення

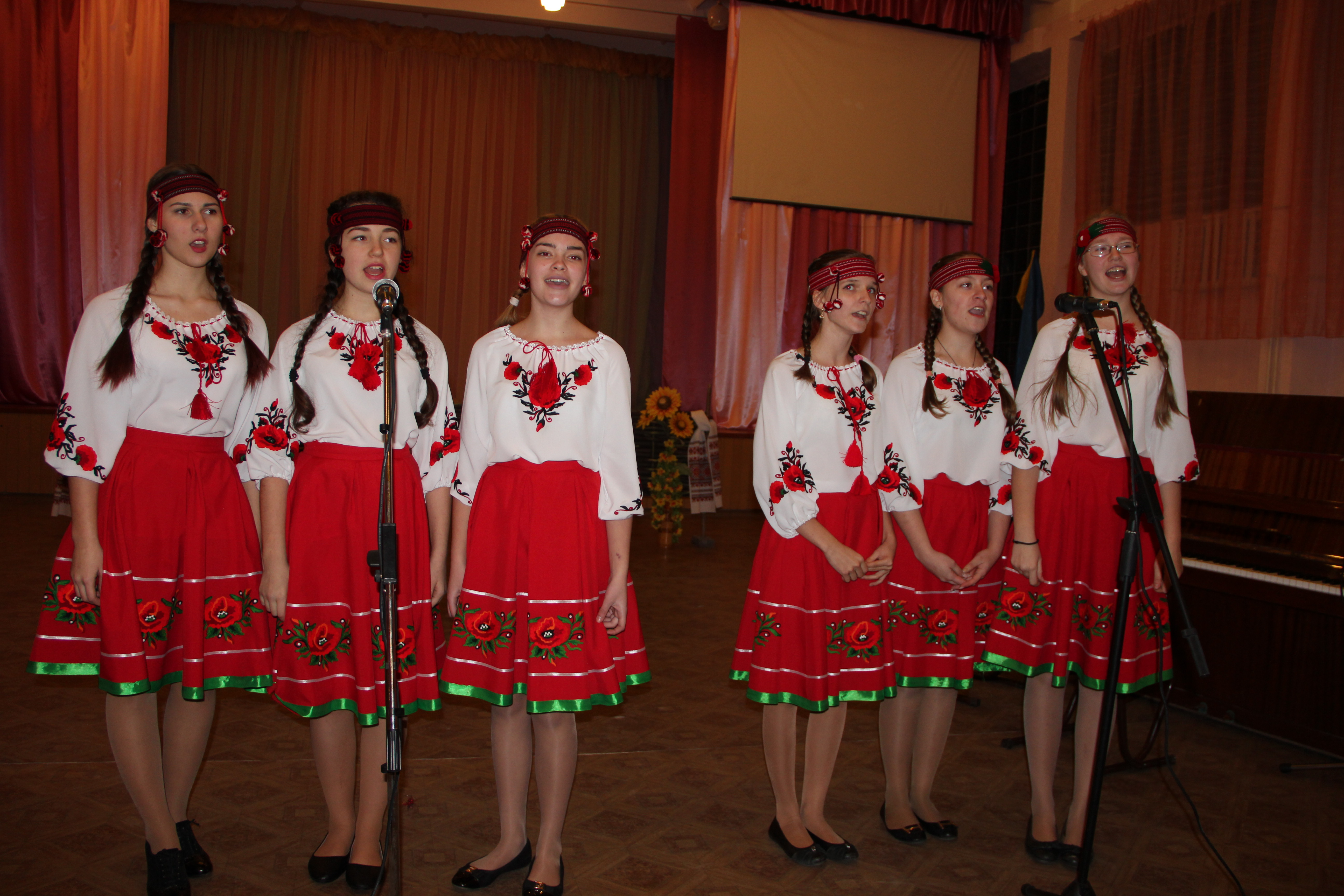
Вокальний ансамбль учнів старших класів "Натхнення"

## Посилання

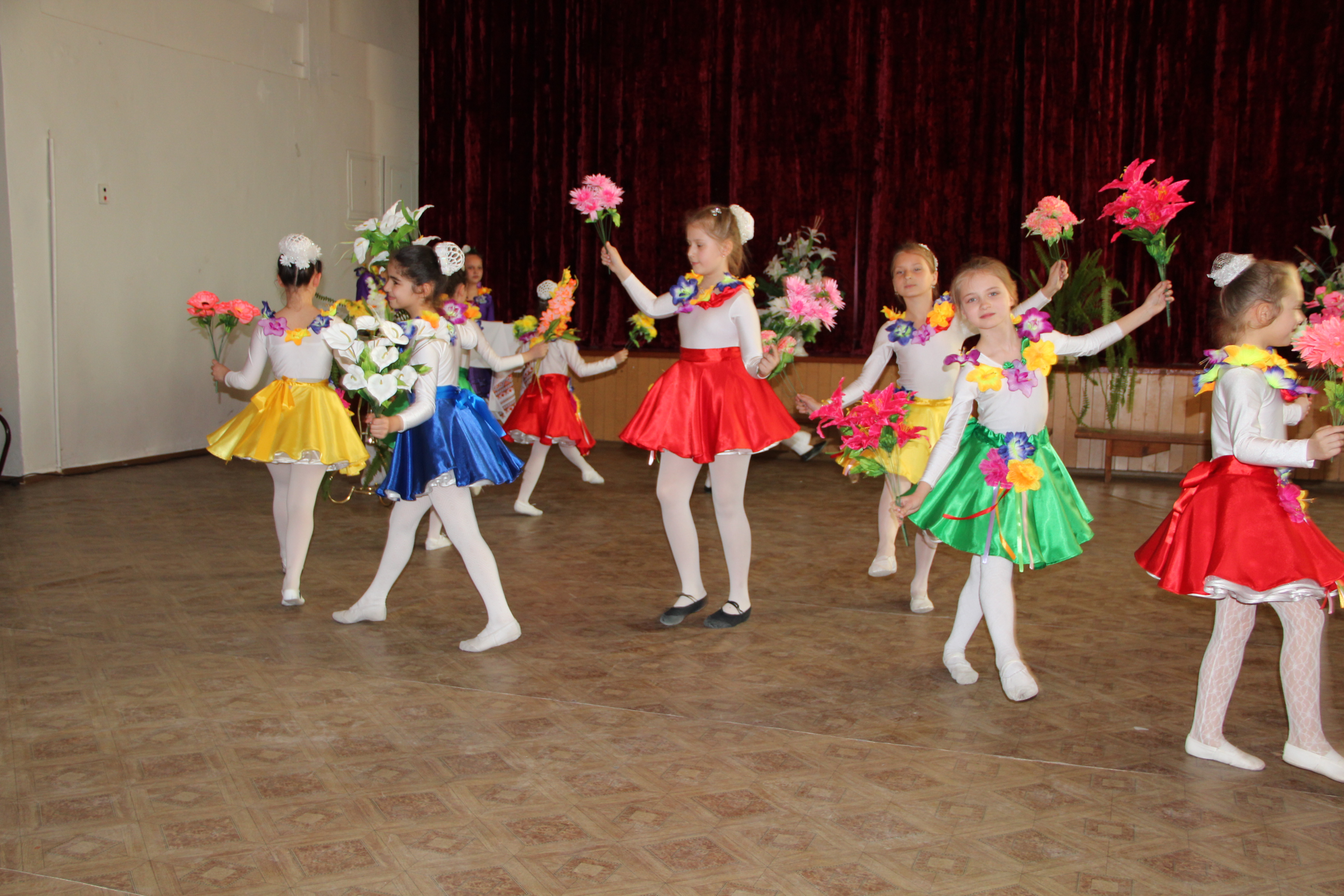
Хореографічне відділення ЛШМ